# Tarpai Viktória
Tarpai Viktória (Nagymuzsaly, 1984. március 26. –) Jászai Mari-díjas magyar színésznő.

## Életpályája
1984-ben született a kárpátaljai Nagymuzsalyban. Középiskolai tanulmányait Beregszászon végezte. 2002–2005 között a Pesti Magyar Színiakadémián tanult. 2005-től a Beregszászi Illyés Gyula Magyar Nemzeti Színház tagja volt. 2012 óta rendszeresen játszik Magyarországon. 2020-tól a Déryné Program társulatában is szerepel.

## Filmes és televíziós szerepei
- Csak színház és más semmi (felvételiző)

## Díjai és kitüntetései
- Salgótarjáni Vastaps-díj (2020)[8]
- Jászai Mari-díj (2021)
- A Magyar Érdemrend lovagkeresztje (2024)